# بلوچ‌های خراسان
بّلوچ‌های خُراسان(به بلوچی: خراسانی بلوچ) گروهی از مردم بلوچ می‌باشند که در خراسان سکنی گزیده‌اند.
این گروه هرگز به خراسان مهاجرت نه کرده‌اند و عمدتاً در شهرستان‌های بیرجند، سبزوار، قوچان، نیشابور، سرخس و سایر شهرستان‌های خراسان ساکن شده‌اند. بلوچ‌های ساکن استان گلستان در ایران نیز از مهاجران بلوچ از خراسان‌اند. فرهنگ و زبان بلوچ‌های خراسان همانند بلوچ‌های دیگر می‌باشد.

## پیشینه
بلوچ‌ها از دوره نادرشاه و زمان صفویه به قصد جلوگیری از حمله افغان‌ها بدین خطه آمده‌اند و چون شغل عمده آن‌ها دامداری بود ییلاق و قشلاق داشتند. ساخت خانه‌های گلی از حدود سال‌های ۱۳۱۳ رواج یافت ویکجانشین شدند. پس از اصلاحات ارضی با خرید اراضی یکجانشینی رواج یافت. بلوچ‌های قاینات، شامل طوایف، نوتانی، کلندرزهی (قلندرزهی)، بهرام بلوچ و براهوئی می‌باشند. همچنین بلوچ‌های قاینات مردمی مسلمان، متدین واکثراً اهل تسنن‌اند. بلوچ‌های مه‌ولات اما شیعه مذهب و به صورت پراکنده در مناطقی چون شادمهر، زرمهر، علی‌آباد و … مستقرند. خاندان بلوچ اصالتاً ریشه ایرانی دارند و تعداد آنها در ایران حدود ۲ میلیون نفر تخمین زده می‌شود.

## فرهنگ
گروهی متمایز از قالی‌ها و فرش‌هایی که توسط اقوام بلوچ در منطقه خراسان در ایران بافته می‌شوند به فرش بلوچی معروف هستند.

## گروه‌ها و قبیله‌ها
| قبیله (در خراسان)                       | شهرستان                                                        |
| --------------------------------------- | -------------------------------------------------------------- |
| عطا خانی، بخشی‌زایی، عطایی، امام دادزایی | شهرستان سبزوار                                                 |
| بایزیدی                                 | شهرستان تربت حیدریه، شهرستان قائن، شهرستان مه ولات، جلگه رخ    |
| کلندرزهی (قلندرزهی)                     | شهرستان تربت جام، شهرستان سربیشه، شهرستان خواف، شهرستان تایباد |
| حسن زایی                                | شهرستان سبزوار و شهرستان نیشابور                               |
| جان میرزایی و براهویی                   | شهرستان تربت حیدریه                                            |
| رحیم خانی                               | شهرستان تربت حیدریه و شهرستان سرخس                             |
| کورخیلی (سالار خانی)                    | شهرستان خواف، شهرستان تربت حیدریه، فریمان و توابع              |
| جان بیگی                                | شهرستان رشتخوار و شهرستان تربت حیدریه                          |
| زائی، گرگ زائی و اسماعیل زائی           | شهرستان کاشمر                                                  |

## مراکز
در مشرق تربت حیدریه و سرخس بلوچ‌ها به کشاورزی و گله داری مشغول هستند. در سرخس روستاهای قوش عظیم، آصف‌آباد، قوش سربوزی، کلاته مره ای، جهند پایین، صدرآباد، تام رسول، قره‌قیطان از طایفه‌های نارویی، کله بچه، چاکرزهی، اجباری، یارمحمدزهی، عبسی زهی، رودینی، زردادخانی و … سکونت دارند.
در خراسان جنوبی بلوچها به صورت عشایر و در شهرهای خراسان جنوبی به صورت گروهی زندگی می‌کنند در بیرجند قائن نهبندان و تربت جام مناطق بلوچ‌نشین هست که به صورت متراکم در کنار دیگر اقوام زندگی می‌کنند.
- کلاته مره‌ای
- ذوالفرخ سبزوار[۳]
- بلوچ‌خانه سبزوار
- شهرسوخته سبزوار

َ* چاه سوخته سبزوار
- بیدک سبزوار[۳]
- آصف‌آباد سرخس
- صدرآباد سرخس
- قوش عظیم سرخس
- قوش عظیم سرخس
- قره‌قیطان سرخس

## جستار های وابسته
- بلوچ های ترکمنستان
- بلوچ‌های عمان
- بلوچ های امارات متحده عربی
- بلوچ‌های آمریکا
- بلوچ‌های دور از وطن